# Zygmunt Jarosz

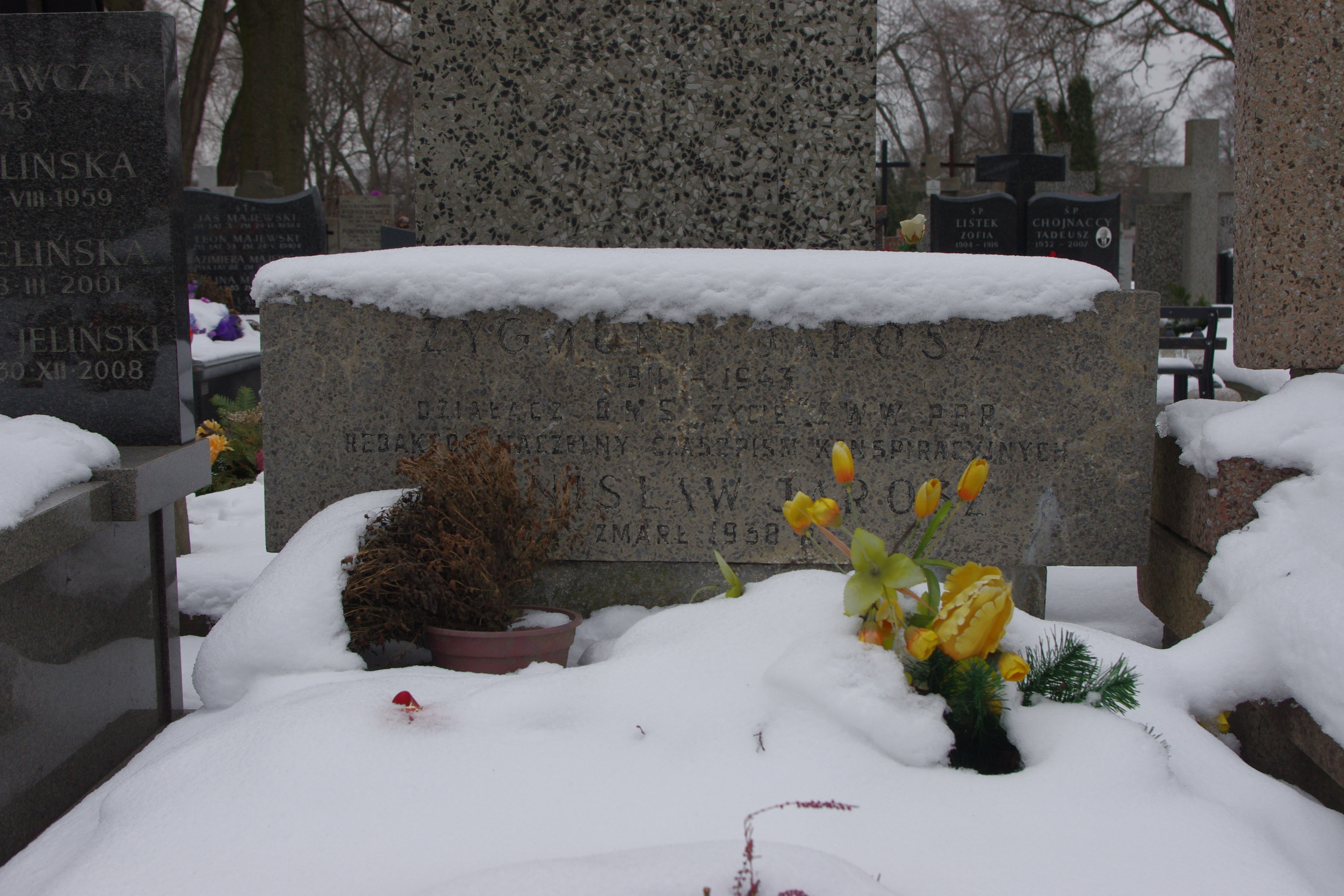
Grób Zygmunta Jarosza na cmentarzu Bródnowskim w Warszawie

Zygmunt Jarosz ps. „Gruby”, „Zygmunt” (ur. 24 marca 1911 w Warszawie, zm. 1943) – polski działacz lewicowy i konspiracyjny w czasie II wojny światowej, publicysta.

## Życiorys
Syn podoficera Policji Państwowej. Uczęszczał do Gimnazjum im. Tadeusza Reytana w Warszawie. Działacz Organizacji Młodzieży Socjalistycznej „Życie”, członek władz (Egzekutywa Centralna) Związku Walki Wyzwoleńczej, współtwórca Polskiej Partii Robotniczej i redaktor organu prasowego PPR „Trybuna Wolności” (ukazującej się od 1 lutego 1942).
Pochowany na cmentarzu Bródnowskim w Warszawie.